# Alfonso Reyes
Alfonso Reyes Reyes (Monterrey, 17 mei 1889 - Mexico-Stad, 27 december 1959) was een Mexicaans schrijver. Hij staat bekend als de belangrijkste animator van literatuuronderzoek van zijn land en als één der grootste Spaanstalige essayisten en literatuurcritici.

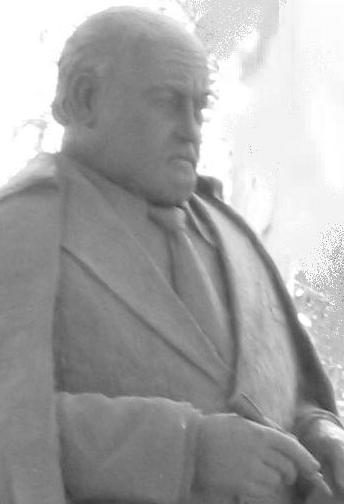
Standbeeld van Alfonso Reyes

Alfonso is de zoon van Bernardo Reyes, een oud-gouverneur van de deelstaat Nuevo León en minister tijdens het bewind van Porfirio Díaz. Zelf werd hij in 1914 diplomaat en woonde tot 1924 in Madrid, waar hij naam maakte als literair journalist, onderzoeksjournalist, vertaler, criticus en schrijver. Daarna werkte hij in Frankrijk, Argentinië en Brazilië. In 1939 keerde hij terug naar zijn vaderland. Daar was hij de grondlegger het Colegio de México, een instituut voor onderwijs en onderzoek in de sociale wetenschappen en geesteswetenschappen.
Reyes was medewerker van la Revista de Filología Española, la Revista de Occidente en van la Revue Hispanique. Erg goed bekend staan zijn werken over de Spaanse literatuur, de literatuur van de klassieke oudheid en de esthetica, met name Cuestiones gongorinas (1927), Capítulos de literatura española (1939 - 1945), Discurso por Virgilio (1931) y Cuestiones estéticas (1911). Zijn meest gewaardeerde werken als dichter zijn Ifigenia cruel (1924), Pausa (1926), 5 casi sonetos (1931), Otra voz (1936) en Cantata en la tumba de Federico García Lorca (1937). Ook zijn werk als vertaler, uitgever en zijn artikelen in zijn eigen literaire tijdschrift Monterrey zijn op zich al de moeite waard volgens de literatuurcritici.
- Bibsys: 90195032
- Biblioteca Nacional de España: XX1108521
- Bibliothèque nationale de France: cb12058725p (data)
- Catàleg d'autoritats de noms i títols de Catalunya: 981058521816506706
- CiNii: DA01846229
- Gemeinsame Normdatei: 118788531
- International Standard Name Identifier: 0000 0001 2125 8965
- Library of Congress Control Number: n50044834
- Nationale Bibliotheek van Tsjechië: jo20000080683
- Nationale bibliotheek van Australië: 35449313
- Nationale Bibliotheek van Israël: 987007267023205171
- Nationale en Universitaire bibliotheek Zagreb: 000299169
- Nederlandse Thesaurus van Auteursnamen: 068974930
- Réseau des bibliothèques de Suisse occidentale: 02-A003740969
- SNAC: w6kp8nj2
- Système universitaire de documentation: 028833015
- Trove: 956829
- Virtual International Authority File: 29555218
- WorldCat: E39PBJxhtmGMyfvP4V9tvb3RKd